# 존 그랜비

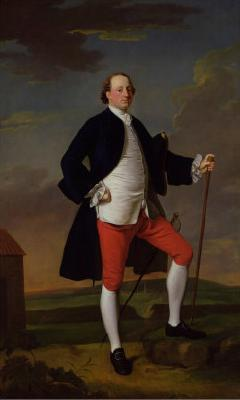

존 그랜비(John Manners, Marquess of Granby, 1721년 1월 2일 ~ 1770년 10월 18일)는 그레이트브리튼 왕국의 병사이다.
전쟁터에서 영국군의 주 지휘관으로서 7년 전쟁에 참전하였다.